# Bruderkogel
Bruderkogel är ett berg i Österrike.   Det ligger i distriktet Murtal och förbundslandet Steiermark, i den centrala delen av landet, 170 km sydväst om huvudstaden Wien. Toppen på Bruderkogel är 2 299 meter över havet, eller 484 meter över den omgivande terrängen. Bredden vid basen är 22,7 km.
Terrängen runt Bruderkogel är kuperad västerut, men österut är den bergig. Runt Bruderkogel är det ganska glesbefolkat, med 42 invånare per kvadratkilometer.. Närmaste större samhälle är Trieben, 12,2 km norr om Bruderkogel. 
I omgivningarna runt Bruderkogel växer i huvudsak blandskog.